# ウプサラ県ランスティング
ウプサラ県ランスティング (Lanstinget i Uppsala län) はウプサラ県の公衆衛生と医療（一般、歯科、救急）を主に担当するランスティングである。ランスティング議会(landstingsfullmäktige)の定数は71名。会派は中央の議会に議席を持っている8政党のみで構成されている。第一党はスウェーデン社会民主労働党で、全議席中22議席を占める。